# Duisburg Ducks
| SHC Duisburg Ducks                                                                | SHC Duisburg Ducks                   |
| --------------------------------------------------------------------------------- | ------------------------------------ |
| Gründung:                                                                         | 1. November 1989                     |
| Größte Erfolge der 1. Herren:                                                     |                                      |
| - 8 Mal Deutscher Meister - 6 Mal Deutscher Pokalsieger - 3 Mal Europapokalsieger |                                      |
| Spielstätte:                                                                      |                                      |
| Name:                                                                             | Sporthalle Süd                       |
| Adresse:                                                                          | Mündelheimer Str. 129 47259 Duisburg |
| Platzierungen letzte 5 Jahre:                                                     |                                      |
| 2013                                                                              | Halbfinale Play-Offs                 |
| 2012                                                                              | Halbfinale Play-Offs                 |
| 2011                                                                              | Finale Play-Offs                     |
| 2010                                                                              | Viertelfinale Play-Offs              |
| 2009                                                                              | Finale Play-Offs                     |

Der Skaterhockeyclub Duisburg Ducks (SHC Duisburg Ducks) ist ein Inline-Skaterhockey-Verein aus Duisburg mit 180 Mitgliedern. Die erste Herren-Mannschaft spielt in der 1. Inline-Skaterhockey-Bundesliga und ist mit acht deutschen Meistertiteln, zusammen mit den Düsseldorf Rams, deutscher Rekordmeister im Skaterhockey. Des Weiteren gehören zwei weitere Herrenteams, ein Damenteam und vier Jugendmannschaften zu den Duisburg Ducks. Seine Heimspiele trägt der SHC in der Sporthalle Süd in Duisburg-Hüttenheim aus.

## Vereinsgeschichte
Mit dem Ziel eine Mannschaft aufzubauen, die am organisierten Spielbetrieb des Deutschen Rollsport Bundes teilnehmen kann, wurde am 1. November 1989 der Skaterhockeyclub (SHC) Duisburg Ducks ins Leben gerufen. Schon zwei Jahre später konnte das Ziel erreicht werden und man nahm am Spielbetrieb der damaligen Oberliga teil, wo der Verein in den Folgejahren spielte. Allerdings spielte man mit wechselnden Erfolg und der 20er Kader scheiterte mehrfach an den erfahrenen Mannschaften und verpasste somit den Aufstieg in die 2. Bundesliga.
Als neues eingeläutetes Zeitalter wird die Gründung der Jugendabteilung angesehen. Im Jahr 1996 wurde sie vom Vorstand gegründet und schon nach kurzer Zeit nahmen 30 Kinder an den Trainingseinheiten der Abteilung teil. Bis heute kann der Verein auf eine erfolgreiche Jugendarbeit zurückblicken, wofür die vielen national und international erreichten Titel stehen. Parallel stiegen auch die Mitgliederzahlen im Seniorenbereich.
Auch für die Oberligamannschaft war das Jahr 1996 ein erfolgreiches. Am Ende der Saison konnte der Aufstieg in die 2. Bundesliga und in der folgenden Saison der direkte Durchmarsch in die 1. Bundesliga gefeiert werden. Nur ein Jahr nach dem Aufstieg konnte der Verein seinen bis dahin größten Erfolg feiern, die Deutsche Vizemeisterschaft 1998. Doch diese Saison konnte von den Duisburg Ducks im Folgejahr noch einmal getoppt werden. Am Ende der Saison wanderte die Deutsche Meisterschaft in die Ruhrgebietsmetropole. Nur kurz vorher gewann das Team den Europapokal der Landesmeister 1999.
Die Saison 2000 gilt mit nur einem verlorenen Pflichtspiel, dabei handelt es sich um ein Vorrundenspiel des Europapokals, als die erfolgreichste Saison der Vereinsgeschichte. Als ersten Titel des Jahres holten die Ducks den Europapokal nach Duisburg und nur drei Monate später wurde die Titelverteidigung der Deutschen Meisterschaft perfekt gemacht. Schlussendlich schlugen die Duisburg Ducks im Pokalfinale die Crash Eagles Kaarst und sorgten mit drei erreichten Titeln für eine Premiere im deutschen Skaterhockey. Die Duisburger waren die erste Mannschaft die in Deutschland das „Triple“ gewonnen hat.
Auch in den Jahren bis 2006 hieß der Deutsche Meister immer Duisburg Ducks. Zusätzlich konnte 2001 und 2003 nochmals der Deutsche Pokal gewonnen werden und 2005 wurde der Verein aus dem Duisburger Süden zum dritten Mal Europapokalsieger der Landesmeister, nach einem 7:3-Sieg im Finale gegen die Copenhagen City-Hustlers. Im gleichen Jahr konnte der Deutsche Meistertitel durch einen 2:0-Play-off-Sieg gegen den HC Köln-West (9:3 und 9:7 nach Verlängerung) zum sechsten Mal nacheinander verteidigt werden. Damit fehlte den Ducks noch eine Deutsche Meisterschaft, um zusammen mit den Düsseldorf Rams deutscher Rekordmeister zu sein (2013 haben beide 8 Meister- und 4 Vizemeistertitel).
Allerdings riss die Erfolgsserie der Duisburg Ducks im Jahr 2006. Im Europapokal scheiterte man im Viertelfinale mit 0:5 gegen die Mannschaft La Tour und auch im Deutschen Pokal schied die Mannschaft von Trainer Ulf Steeger früh aus. Mit 3:4 musste man sich Kollnau geschlagen geben, obwohl das Torschussverhältnis bei 86:34 für Duisburg lag. Im Halbfinale um die Deutsche Meisterschaft folgte auch hier das Aus. Durch Platz zwei nach der Vorrunde trafen die Duisburg Ducks im Play-off-Viertelfinale auf die Düsseldorf Rams, die in zwei Spielen mit 9:4 und 5:4 geschlagen wurden. Im Halbfinale schied das Team dann gegen den HC Köln-West aus, die beide Spiele gewannen, 6:9 und 5:6. Kurios war jedoch der Spielabbruch im ersten Halbfinalspiel am 4. November 2006: Beim Spielstand von 6:5 für Köln musste das Spiel in der 55. Minute abgebrochen werden. Grund hierfür war ein Ausfall der Elektronik infolge eines schweren Stromausfalls, der an diesem Abend für ein europaweites Chaos sorgte. Tags darauf wurde das Spiel wiederholt.
2006 gehörten zum Verein 180 Aktive in acht Mannschaften.

### Größte Erfolge
- Deutscher Meister: 1999, 2000, 2001, 2002, 2003, 2004, 2005 und 2008 (2. Platz: 1998, 2007, 2011)
- Deutscher Pokalsieger: 2000, 2001, 2002, 2003, 2007 und 2011
- Europapokalsieger: 1999, 2000 und 2005
- Crash Eagles Cup Sieger: 1999, 2000, 2001, 2002, 2003 und 2004
- Rams Summer Cup Sieger: 2003, 2004, 2005 und 2008

## Mannschaften
Insgesamt acht Mannschaften im Senioren- und Juniorenbereich gehören zu den Duisburg Ducks, darunter drei Herrenteams, eine Damenmannschaft, ein Junioren-, ein Jugend-, ein Schüler, und ein Bambiniteam. Die Mannschaften spielen teilweise sehr erfolgreich in den höchsten deutschen Ligen und konnten auch internationale Erfolge verbuchen.

### 1. Herrenmannschaft
Das Aushängeschild der Duisburg Ducks sind die ersten Herren, die für die meisten Titel verantwortlich sind. Die größten Erfolge sind die acht Deutschen Meisterschaften, die sechs deutschen und drei europäischen Pokalsiege. Als Gründe für den Erfolg sind zu nennen, dass die Mannschaft seit Jahren eingespielt ist, es gab wenig Spielerwechsel, und fast alle Spieler sind gebürtige Duisburger und haben so eine hohe Identifikation mit dem Verein. Einige Spieler aus dem Kader haben zudem Erfahrungen im Eishockey gesammelt, meist beim EV Duisburg oder Clubs aus der Region.

### 2. Herrenmannschaft
Die zweite Mannschaft der Duisburg Ducks spielt in der Regionalliga Mitte. Insgesamt 23 Spieler gehören zum Team, das in der Saison 2010 als Aufsteiger sensationeller 4. wurde. Obwohl es sich um ein Herren-Team handelt, stehen zwei Damen im Kader, die auch in der Damenmannschaft aktiv sind.

### 3. Herrenmannschaft
Als Tabellenletzter schloss die dritte Mannschaft des SHC Duisburg die Saison 2008 ab. Sie spielt in der Landesliga Niederrhein und hat 27 Spieler. Auch hier stehen einige Damen im Team.

### Damenmannschaft
Wie die 1. Herrenmannschaft spielen auch die Damen in der höchsten deutschen Spielklasse, in der 1. Bundesliga. 13 Spielerinnen gehören zur Mannschaft, die von Thomas Sell trainiert wird. Die Vorrunde der Saison 2006 konnte man als 3. abschließen und spielte im Halbfinale um die Deutsche Meisterschaft. Dort scheiterte man mit 1:2 an den Mendener Mambas. Der bisher größte Erfolg der Damenabteilung ist neben den Finalteilnahmen 2010–2013 die deutsche Meisterschaft 2011.

### Juniorenmannschaft
Die Jugendmannschaft mit den ältesten Spielern ist die Juniorenmannschaft (Jahrgang 1996–1998). In der aktuellen Saison gehören 25 Spieler zum Kader. Am Ende der Saison wurde das Team 1. in der Juniorenliga West. In der Vergangenheit wurden die Junioren dreimal Deutscher Meister (1999, 2000 und 2002), sechsmal Deutscher Vizemeister (1998, 2001, 2003, 2004, 2012 und 2013), 1999 und 2013 Europapokalsieger und siebenmal deutscher Pokalsieger (1998, 1999, 2001, 2002, 2003, 2012 und 2013).

### Jugendmannschaft
Der Jahrgang 2000–2001 bildet mit 20 Aktiven die Jugendmannschaft, die in der ersten Jugendliga West A spielt und in der Saison 2007 den 1. Platz in der zweiten Jugendliga West A erzielen konnte. Die größten Erfolge der Jugendmannschaft waren die Gewinne der Deutschen Meisterschaft und des Deutschen Pokals 2000 und 2001 sowie der Gewinn des Europapokalsiegers der Landesmeister 2001.

### Schüler
Die zweitjüngsten im Bunde bilden die Schüler, sie kommen aus dem Jahrgängen 2002–2003. Die 21 Spieler verpassten in der Saison 2006 in der Schülerliga A die Play-offs nur knapp, am Ende fehlte ein Punkt. Als größte Erfolge können die Schüler die Deutsche Vizemeisterschaft und den Deutschen Vizepokalsieg 2004 verbuchen.

### Bambini
Die kleinsten Mitglieder sind die Bambini, sie sind vom Jahrgang 2000 oder jünger. Die 17 Spieler verpassten ebenfalls durch den dritten Platz, mit einem Punkt Rückstand auf den zweiten, in der Bambiniliga, der höchsten Spielklasse, den Sprung in die Play-offs. In den Jahren 2003 und 2005 wurden die Bambini jeweils Vizemeister, 2001 Vizepokalsieger und 2002 Vizeeuropapokalsieger. Der größte Erfolg ist aber der Deutsche Pokalsieg 2005.